# Sunnfjords prosteri

Prosterier i Bjørgvins stift. Det ljusröda området på kartan är Sunnfjords prosteri.

Sunnfjords prosteri (norska: Sunnfjord prosti) är ett kontrakt (prosteri, norska: prosti) i Bjørgvins stift inom Norska kyrkan. Kontraktet omfattar kommunerna Askvoll, Fjaler, Hyllestad, Høyanger och Sunnfjord samt den södra delen av Kinns kommun (tidigare Flora kommun) i Vestland fylke i västra Norge.

## Socknar
Sunnfjords prosteri består av 17 socknar (norska: sokn eller sogn) inom sex kyrkliga samfälligheter (norska: kirkelige fellesråd), motsvarande kommunerna:

### Askvolls kyrkliga samfällighet
- Askvolls socken

### Fjalers kyrkliga samfällighet
- Fjalers socken

### Hyllestads kyrkliga samfällighet
- Hyllestads socken

### Høyangers kyrkliga samfällighet
- Bjordal og Ortneviks socken
- Høyangers socken
- Kyrkjebø socken
- Laviks socken

### Kinns kyrkliga samfällighet
- Bru socken
- Eikefjords socken
- Kinns socken
- Nordals socken

### Sunnfjords kyrkliga samfällighet
- Førde socken
- Gaulars socken
- Helgheims socken
- Holsen og Haukedalens socken
- Naustdals socken
- Ålhus socken